# 토레혼데아르도스
토레혼데아르도스(스페인어: Torrejón de Ardoz, 스페인어 발음: [toreˈxon de aɾˈðoθ])는 스페인 마드리드 지방의 기초자치단체이다.
마드리드 시에서 동쪽으로 20km 떨어진 곳에 위치해 있으며 오토비아 A-2 (마드리드-바르셀로나 고속도로)가 지나간다. 원래는 마드리드의 베드타운 중 하나로 대부분 아파트가 들어서 있으며 대형 유통점과 유럽의 랜드마크 모형들을 세워놓은 미니어처 공원이 있다. 마드리드에서 아베니다 데 아메리카 터미널을 통해 버스를 타거나 (25분 소요), 마드리드 아토차 역에서 통근 열차 (대략 30분 소요)를 타고 갈 수 있다.
유럽 연합의 전문 기관 중 하나인 유럽 연합 위성 센터가 토레혼데아르도스에 위치해 있다. 스페인 국립 우주국인 국립우주기술원 본부 소재지이기도 하다.
토레혼데아르도스에는 공군기지도 자리잡고 있는데, 이곳에서는 실전 전투기를 배치하고 있으며 마드리드 바하라스 공항에서 이 기지에서 이륙하는 전투기들을 관찰할 수도 있다. 과거에는 미국 공군이 나토의 남부 국경을 방어하기 위하여 프란시스코 프랑코와 협약을 맺어 기지에 주둔해 있었다. 이후 펠리페 곤살레스 당시 스페인 사회노동당 대통령 후보가 선거 공약 중 하나로 미 공군용 기지의 폐쇄를 내걸었다. 대선에서 곤살레스 후보가 당선되면서 당시 제401전술전투연대 (지금의 제401항공원정연대)와의 주둔계약은 갱신하지 않기로 했고 90년대 초에 미군 F-16 전투기는 기지에서 종적을 감추게 되었다.

## 역사
스페인어로 '토레 (torre)'는 탑을 뜻하며, '온' (ón)은 엄청난 크기나 높이를 강조할 때 흔히 붙이는 접미사다. 따라서 '토레혼 (torrejón)'이라는 말은 '거대한 탑'이라고 해석해볼 수 있다. 토레혼데아르도스라는 지명이 언제부터 유래된 것인지는 명확히 밝혀진 바가 없으나 알칼라데에나레스에 성벽이 지어졌던 시기와 연관지어 본다면 대략 12세기 경으로 거슬러 올라갈 수 있다.
1843년 에스파르테로 왕자에게 반기를 들고 난이 일어나면서, 라몬 나르바에스 장군과 안토니오 세오아네 상원의원이 이곳에서 짧은 전투를 벌이기도 했다.
스페인 내전 초반에는 토레혼과 파라쿠에요스델하라마 사이에 있는 들판에서 공화파 민병대가 프랑코파 군인들과 그를 지지하는 시민들(로 추정)을 사살하는 사건이 벌어졌는데 이를 파라쿠에요스 대학살이라고 부른다.
토레혼데아르도스에서 태어난 유명인으로는 옛날 토론토 랩터스에서 포워드로 뛰었던 농구선수 호르게 가르바호사, 레알 마드리드 FC 미드필더 구티, 오리건주지사 케이트 브라운, 그리고 프로레슬러 글렌 제이컵스 (링네임으로 케인)이 있다. 브라운과 제이컵스는 아버지가 미 공군 출신으로 이곳 기지에서 복무했었기에 토레혼에서 태어난 것이다.

## 기후
| 토레혼데아르도스, 해발 607m (1981~2010년)의 기후 | 토레혼데아르도스, 해발 607m (1981~2010년)의 기후 | 토레혼데아르도스, 해발 607m (1981~2010년)의 기후 | 토레혼데아르도스, 해발 607m (1981~2010년)의 기후 | 토레혼데아르도스, 해발 607m (1981~2010년)의 기후 | 토레혼데아르도스, 해발 607m (1981~2010년)의 기후 | 토레혼데아르도스, 해발 607m (1981~2010년)의 기후 | 토레혼데아르도스, 해발 607m (1981~2010년)의 기후 | 토레혼데아르도스, 해발 607m (1981~2010년)의 기후 | 토레혼데아르도스, 해발 607m (1981~2010년)의 기후 | 토레혼데아르도스, 해발 607m (1981~2010년)의 기후 | 토레혼데아르도스, 해발 607m (1981~2010년)의 기후 | 토레혼데아르도스, 해발 607m (1981~2010년)의 기후 | 토레혼데아르도스, 해발 607m (1981~2010년)의 기후 |
| 월                                               | 1월                                              | 2월                                              | 3월                                              | 4월                                              | 5월                                              | 6월                                              | 7월                                              | 8월                                              | 9월                                              | 10월                                             | 11월                                             | 12월                                             | 연간                                             |
| ------------------------------------------------ | ------------------------------------------------ | ------------------------------------------------ | ------------------------------------------------ | ------------------------------------------------ | ------------------------------------------------ | ------------------------------------------------ | ------------------------------------------------ | ------------------------------------------------ | ------------------------------------------------ | ------------------------------------------------ | ------------------------------------------------ | ------------------------------------------------ | ------------------------------------------------ |
| 역대 최고 기온 °C (°F)                           | 21.0 (69.8)                                      | 24.2 (75.6)                                      | 28.2 (82.8)                                      | 31.7 (89.1)                                      | 36.9 (98.4)                                      | 40.4 (104.7)                                     | 41.6 (106.9)                                     | 40.8 (105.4)                                     | 39.0 (102.2)                                     | 32.2 (90.0)                                      | 25.0 (77.0)                                      | 20.5 (68.9)                                      | 41.6 (106.9)                                     |
| 일평균 최고 기온 °C (°F)                         | 10.8 (51.4)                                      | 13.1 (55.6)                                      | 17.9 (64.2)                                      | 18.8 (65.8)                                      | 23.2 (73.8)                                      | 29.6 (85.3)                                      | 33.3 (91.9)                                      | 32.7 (90.9)                                      | 27.8 (82.0)                                      | 21.0 (69.8)                                      | 14.8 (58.6)                                      | 11.0 (51.8)                                      | 21.1 (70.0)                                      |
| 일일 평균 기온 °C (°F)                           | 5.6 (42.1)                                       | 7.3 (45.1)                                       | 10.5 (50.9)                                      | 12.4 (54.3)                                      | 16.4 (61.5)                                      | 21.9 (71.4)                                      | 25.2 (77.4)                                      | 24.8 (76.6)                                      | 20.6 (69.1)                                      | 15.0 (59.0)                                      | 9.6 (49.3)                                       | 6.4 (43.5)                                       | 14.7 (58.5)                                      |
| 일평균 최저 기온 °C (°F)                         | 0.5 (32.9)                                       | 1.4 (34.5)                                       | 3.8 (38.8)                                       | 5.9 (42.6)                                       | 9.6 (49.3)                                       | 14.1 (57.4)                                      | 17.1 (62.8)                                      | 16.9 (62.4)                                      | 13.4 (56.1)                                      | 9.0 (48.2)                                       | 4.3 (39.7)                                       | 1.7 (35.1)                                       | 8.2 (46.8)                                       |
| 역대 최저 기온 °C (°F)                           | −11.1 (12.0)                                     | −13.8 (7.2)                                      | −6.5 (20.3)                                      | −3.0 (26.6)                                      | −1.0 (30.2)                                      | 4.5 (40.1)                                       | 6.6 (43.9)                                       | 6.8 (44.2)                                       | 3.6 (38.5)                                       | −2.0 (28.4)                                      | −6.6 (20.1)                                      | −10.2 (13.6)                                     | −13.8 (7.2)                                      |
| 평균 강수량 mm (인치)                            | 29 (1.1)                                         | 31 (1.2)                                         | 23 (0.9)                                         | 40 (1.6)                                         | 48 (1.9)                                         | 19 (0.7)                                         | 13 (0.5)                                         | 9 (0.4)                                          | 25 (1.0)                                         | 50 (2.0)                                         | 49 (1.9)                                         | 42 (1.7)                                         | 385 (15.2)                                       |
| 평균 강수일수 (≥ 1 mm)                           | 5                                                | 5                                                | 4                                                | 7                                                | 7                                                | 3                                                | 2                                                | 2                                                | 4                                                | 7                                                | 6                                                | 7                                                | 56                                               |
| 평균 강설일수                                    | 1                                                | 1                                                | 0                                                | 0                                                | 0                                                | 0                                                | 0                                                | 0                                                | 0                                                | 0                                                | 0                                                | 1                                                | 3                                                |
| 평균 상대 습도 (%)                               | 77                                               | 70                                               | 60                                               | 59                                               | 55                                               | 44                                               | 38                                               | 39                                               | 50                                               | 65                                               | 74                                               | 79                                               | 59                                               |
| 평균 월간 일조시간                               | 149                                              | 163                                              | 202                                              | 216                                              | 268                                              | 320                                              | 359                                              | 332                                              | 241                                              | 189                                              | 149                                              | 124                                              | 2,712                                            |
| 출처: AEMET                                      |                                                  |                                                  |                                                  |                                                  |                                                  |                                                  |                                                  |                                                  |                                                  |                                                  |                                                  |                                                  |                                                  |

## 같이 보기
- 토레혼데아르도스 지방 선거
- 마드리드-토레혼 공항
- 유럽 연합 위성 센터